# Jehan Georges Vibert
Jehan Georges Vibert (30. září 1840, Paříž – 28. července 1902, Paříž) byl jeden z francouzských akademických malířů druhé poloviny 19. století.

## Život a kariéra
Základní umělecké školení získal již ve velmi mladém věku od svého dědečka, rytce Jean-Pierre-Mariena Jazeta. Mladého Viberta však více fascinovalo malířství než rytectví, na kterého ho děd více zaměřoval, což vedlo k následujícímu studiu u Félix-Josepha Barriase a od svých šestnácti let i na École des Beaux-Arts. Na škole setrval šest let pod vedením historického malíře François-Édouarda Picota. Během prusko-francouzské války byl Vibert povolán jako ostrostřelec, což vedlo k jeho zranění v bitvě u Malmaisonu v říjnu 1870. Později získal Řád čestné legie a následně se stal rytířem Řádu čestné legie, jako uznání jeho obětavosti.
Vilbert v Salónu vystavoval až do roku 1889 a popularita jeho prací se rozšířila po celé Evropě, ale i dále, například do Ameriky. Jeho dílo obsahuje i několik akvarelů, určitý čas se zajímal i o spisovatelskou tvorbu, zvlášť pak o komedie, ve kterých často sám vystupoval. I jeho práce jsou často humorně založené, čímž si získal ve své době obdiv. Zemřel náhle po srdeční mrtvici. Je pohřben na hřbitově Père-Lachaise.
Mezi jeho žáky patřil Ferdinand Roybet.